# Сентрополис Ентъртейнмънт
Сентрополис Ентъртейнмънт е филмова компания в САЩ, щата Калифорния.
Компанията е създадена през 1984 година. Собственост е на режисьора от германски произход Роланд Емерих и сестра му Уте Емерих.

Сентрополис Ентъртейнмънт създават някои от най-касовите и зрелищни филми: „Старгейт“, „След утрешния ден“, „Годзила“, „Денят на независимостта“, „Патриотът“, „Универсален войник“, „10 000 пр.н.е.“ и др.